# Sébastien Grignard
Sébastien Grignard (ur. 29 kwietnia 1999 w Mons) – belgijski kolarz szosowy.

## Osiągnięcia
Opracowano na podstawie:

2016
- 2. miejsce w Chrono des Nations juniorów

2017
- 1. miejsce w mistrzostwach Belgii juniorów (jazda indywidualna na czas)
- 1. miejsce w mistrzostwach Belgii juniorów (start wspólny)
- 3. miejsce w mistrzostwach Europy juniorów (jazda indywidualna na czas)
- 2. miejsce w La Philippe Gilbert juniors
- 1. miejsce w Chrono des Nations juniorów

2019
- 3. miejsce w mistrzostwach Belgii U23 (start wspólny)

## Rankingi
| Rok             | 2019  | 2020  | 2021  | 2022  | 2023  |
| --------------- | ----- | ----- | ----- | ----- | ----- |
| World Ranking   | 1744. | 1787. | 2339. | 2511. | 2706. |
| UCI Europe Tour | 1155. | 1318. | 1561. | 1535. | -     |
|                 |       |       |       |       |       |
| Źródło: UCI     |       |       |       |       |       |